# 셰틀랜드포니

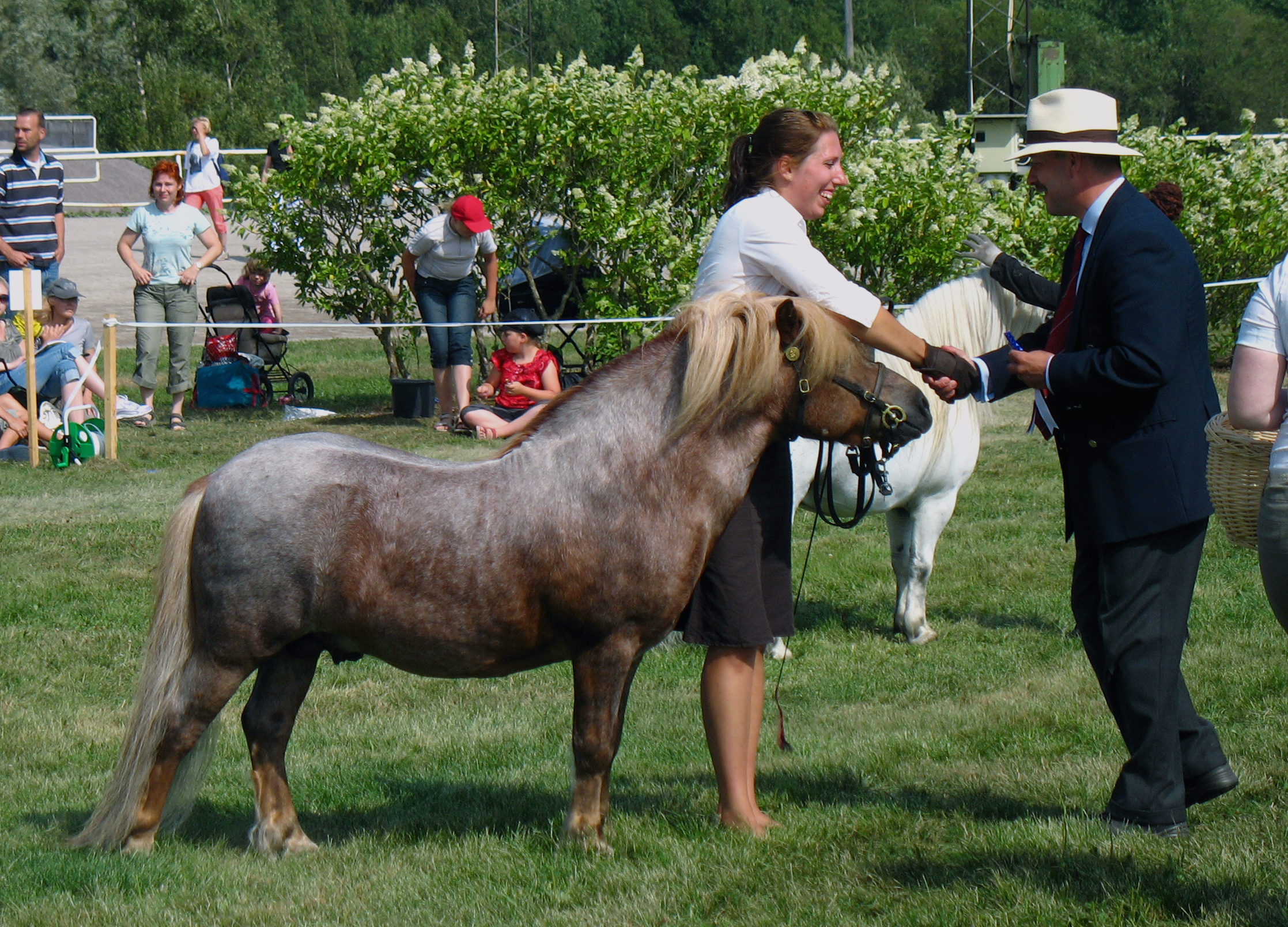
셰틀랜드포니

셰틀랜드포니(영어: Shetland pony)는 스코틀랜드 셰틀랜드 제도에서 유래한 말 품종 가운데 하나로, 어깨 높이가 약 107cm에 불과한 조랑말이다. 빽빽하고 두꺼운 털과 짧은 다리가 특징으로, 덩치에 비해서 힘이 좋아 승마용으로, 혹은 마차를 끌거나 짐을 옮기는 용도로 사역된다.